# Gao Sheng
Gao Sheng (高升S, Gāo ShēngP; 10 maggio 1962) è un allenatore di calcio ed ex calciatore cinese, di ruolo difensore.

## Palmarès

### Giocatore

#### Competizioni nazionali
- Campionato cinese: 5

Liaoning: 1985, 1987, 1988, 1990, 1991
- Coppa della Cina: 2

Liaoning: 1984, 1986

#### Competizioni internazionali
- AFC Champions League: 1

Liaoning: 1989-1990